# Kalinite
La kalinite è un minerale non ancora rifiutato ufficialmente dall'IMA, ma alcune analisi hanno evidenziato che si tratta di fibroferrite, pickeringite o alum-(K).